# Hatte van der Woude
Hatta Hannelore (Hatte) van der Woude (Haarlem, 18 september 1969) is een Nederlands voormalig politica namens de VVD.

## Biografie

### Biografie
Van der Woude ging van 1981 tot 1988 naar het vwo op het Antoniuscollege in Gouda. Van 1988 tot 1989 studeerde zij Franse taal- en letterkunde aan de Universiteit van Amsterdam (propedeuse) gevolgd door een jaar toegepaste vreemde talen aan de Universiteit van Montpellier (propedeuse). Vervolgens keerde ze terug naar de Universiteit van Amsterdam, waar ze in 1995 haar doctoraal in Europese studies haalde.
Van der Woude was in 1996 freelance redacteur voor Engelstalig marktonderzoek. Dat jaar won zij de Scriptieprijs van de Militair-Juridische Vereniging van het Ministerie van Defensie voor haar afstudeerscriptie getiteld "De samenwerking tussen de Europese Unie en de Westeuropese Unie" over de juridische basis voor de inzet van een EU-WEU operatie in Mostar, Joegoslavië.
Van der Woude was van 1997 tot 2001 research consultant en journalist bij Mekong Sources in Ho Chi Minhstad en van 2001 tot 2002 pre-sales consultant bij Exact Software in Singapore. Ze verhuisde daarna terug naar Nederland en ging in 2007 aan de slag als onderzoeker bij De Haagse Hogeschool. Ze deed onderzoek naar innovatiemanagement binnen het midden- en kleinbedrijf en naar internationalisering en werd in dat laatste vakgebied twee jaar later docent. In 2011 stopte ze met lesgeven om beleidsmedewerker internationalisering bij de hogeschool te worden en in 2014 werd ze gepromoveerd tot senior beleidsadviseur bij haar Academie voor Masters & Professional Courses. Van der Woude verliet De Haagsche Hogeschool in 2017 om analist bij de AIVD te worden. Ze bleef daar werkzaam tot haar benoeming als wethouder in 2018.

### Politieke loopbaan
Van der Woude was de zesde kandidaat van de Delftse VVD bij de gemeenteraadsverkiezingen van 2010. Ze werd niet verkozen, maar werd wel commissielid met als portefeuille veiligheid, duurzaamheid, wonen, afval, participatie en jeugdzorg. Toen in september 2012 een gemeenteraadslid van haar partij opstapte, volgde Van der Woude haar op. Ze werd woordvoerder sociaal domein, sport, onderwijs, wonen en veiligheid en ze werd in 2014 herkozen als de nummer drie op de kandidatenlijst. In november 2016 trad ze terug als gemeenteraadslid vanwege de werkdruk die gepaard ging met de combinatie van haar fulltime baan en het lidmaatschap van de raad.
In juni 2018 werd ze namens de VVD wethouder van jeugd, onderwijs en integratie en wijkwethouder van Buitenhof en de Kuyperwijk, toen het nieuwe college van burgemeester en wethouders werd gevormd na de gemeenteraadsverkiezingen in 2018. Ze werkte als wethouder onder andere aan het woningbouwproject Bethelpark om 350 woningen te bouwen op een het terrein van een voormalig ziekenhuis en aan plannen om zes basisscholen in Tanthof tot drie te fuseren en die in een nieuw gedeeld complex huis te vesten. Vanwege zorgen van buurtbewoners over de fusies dreigden twee oppositiepartijen met een motie van wantrouwen tegen haar en een andere wethouder en later zou worden besloten de plannen niet door te zetten vanwege de hoge kosten. Ook promootte Van der Woude technisch vmbo- en mbo-onderwijs en werkte ze samen met onderwijsorganisaties om een nieuwe dergelijke locatie in Schieoevers op te richten. Ze zei dat het opleiden van vakmensen belangrijk is voor de thuisstad van de Technische Universiteit Delft. Tijdens haar wethouderschap was Van der Woude daarnaast bestuurslid van de Vereniging van Zuid Hollandse Gemeenten.
Van der Woude deed mee aan de Tweede Kamerverkiezingen van 2021 als de 32e kandidaat van de VVD. Ze werd verkozen, ontving 2.312 voorkeurstemmen en werd op 31 maart beëdigd als lid van de Tweede Kamer der Staten-Generaal. Ze had de week daarvoor afstand gedaan van haar wethouderschap. In haar portefeuille heeft Van der Woude hoger onderwijs, wetenschapsbeleid, lerarenbeleid en -opleidingen, DUO, RCE, Nationaal Archief en emancipatie. Zij is lid van de vaste commissie voor Financiën, de vaste commissie voor Onderwijs, Cultuur en Wetenschap en de interparlementaire commissie inzake de Nederlandse Taalunie. Als Kamerlid werkte ze samen met andere partijen aan een initiatiefwet om homogenezing te verbieden en riep ze met succes op tot een risicoanalyse van buitenlandse beïnvloeding in het hoger onderwijs en in de wetenschap door landen als China, Iran en Rusland. Ook was ze kritisch op de toename van het aantal buitenlandse studenten bij Nederlandse universiteiten en stelde ze voor deze instellingen toe te staan een limiet hieraan te stellen om onbeheerste internationalisatie te voorkomen.
Bij de gemeenteraadsverkiezingen in 2022 was ze een van de lijstduwers van de VVD in Delft. Op 5 december 2023 nam zij afscheid van de Tweede Kamer.

### Privé
Van der Woude is getrouwd en heeft twee dochters en een zoon. Ze doet aan zeezeilen.
- Parlement.com: vle9jcwam6yu